# كين والاس (لاعب كريكت)
كين والاس (27 أغسطس 1936 في المملكة المتحدة - ) (بالإنجليزية: Ken Wallace)‏ هو لاعب كريكت بريطاني. لعب مع نادي مقاطعة ساسكس للكريكت ‏.

## وصلات خارجية
- كين والاس على موقع إي آس بي آن كريك إنفو (الإنجليزية)